# Gymnomitrion reflexifolium
Gymnomitrion reflexifolium là một loài Rêu trong họ Gymnomitriaceae. Loài này được Horik. mô tả khoa học đầu tiên năm 1934.